# Peter Brunner (Biathlet)
Peter Brunner (* 13. November 1991) ist ein österreichischer Biathlet.

## Leben
Peter Brunner gab sein internationales Debüt bei den Juniorenweltmeisterschaften 2010 in Torsby, wo er 27. des Einzels, 28. des Sprints, 44. der Verfolgung und Staffel-Sechster wurde. Nächste internationale Meisterschaften wurden die Juniorenrennen der Europameisterschaften 2012 in Osrblie. Brunner verpasste als Viertplatzierter des Sprints ebenso wie mit Lisa Hauser, Christina Rieder und Alexander Jacob im Mixed-Staffelrennen nur um einen Platz die Medaillenränge, in der Verfolgung wurde er 12., im Einzel 17. Kurz darauf nahm er in Kontiolahti auch an den Juniorenweltmeisterschaften 2012 teil und wurde 25. des Sprints, 36. in Verfolgung und Einzel sowie mit Alexander Jacob, Fabian Hörl und David Komatz Staffel-Siebter.
Bei den Männern debütierte Brunner 2011 in Ridnaun im IBU-Cup und gewann als 26. eines Einzels sogleich erste Punkte. 2013 erreichte er bei einem Einzel in Osrblie als Zehntplatzierter erstmals die Top Ten. Erstes Großereignis bei den Männern wurden die Europameisterschaften 2013 in Bansko. Brunner wurde 19. des Einzels, 33. des Sprints und 31. der Verfolgung.
National gewann Brunner 2012 bei den Österreichischen Meisterschaften hinter Sven Grossegger und Daniel Mesotitsch die Bronzemedaille im Verfolgungsrennen, 2013 mit Friedrich Pinter und Dominik Landertinger im Staffelrennen als Vertretung Tirols den Vizemeistertitel. Im März 2019 errang er bei den österreichischen Meisterschaften eine Goldmedaille beim Sprint und eine Silbermedaille bei der Staffel.
Er ist Heeressportler des Österreichischen Bundesheeres mit dem Dienstgrad Zugsführer.

## Statistiken
Weltcupplatzierungen 
Die Tabelle zeigt alle Platzierungen (je nach Austragungsjahr einschließlich Olympische Spiele und Weltmeisterschaften).
- 1.–3. Platz: Anzahl der Podiumsplatzierungen
- Top 10: Anzahl der Platzierungen unter den ersten zehn (einschließlich Podium)
- Punkteränge: Anzahl der Platzierungen innerhalb der Punkteränge (einschließlich Podium und Top 10)
- Starts: Anzahl gelaufener Rennen in der jeweiligen Disziplin
- Staffel: inklusive Mixed- und Single-Mixed-Staffeln

| Platzierung              | Einzel | Sprint | Verfolgung | Massenstart | Staffel | Gesamt |
| ------------------------ | ------ | ------ | ---------- | ----------- | ------- | ------ |
| 1. Platz                 |        |        |            |             |         |        |
| 2. Platz                 |        |        |            |             |         |        |
| 3. Platz                 |        |        |            |             |         |        |
| Top 10                   |        |        |            |             |         |        |
| Punkteränge              |        |        |            |             |         |        |
| Starts                   | 1      | 1      |            |             |         | 2      |
| Stand: 31. Dezember 2021 |        |        |            |             |         |        |